# Fortalesa d'Acaray
La Fortalesa d'Acaray o simplement Acaray és un jaciment arqueològic situat a la vall del riu Huaura, prop de la costa nord del Perú, a prop (a la regió del Norte Chico). La impressionant fortalesa es troba en una sèrie de tres pujols, cadascun envoltat d'una sèrie de murs defensius perimetrals que tenen parapets i baluards, que destaquen com testimonis de la naturalesa militar del lloc. Proves de ràdio carboni ha establert que va ser construït sobre 900-200 aC i abandonada vers el 1000-1470. Els turons que envolten la fortalesa són zones més baixes d'ocupació i extensos cementiris, que han estat molt saquejats.